# Adam Weyer

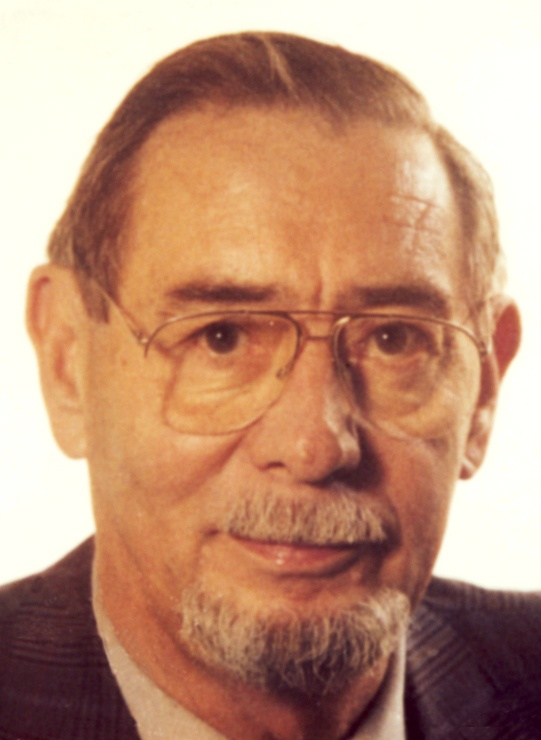
Adam Weyer (ca. 1990)

Adam Josef Weyer (* 4. April 1928 in Fischeln; † 21. Oktober 1995 in Neukirchen-Vluyn) war ein deutscher Theologe, der als Professor und 3. Gründungsrektor an der Universität Duisburg tätig war.

## Leben
Adam Weyer war von 1970 bis zu seinem Tode im Jahr 1995 Professor für evangelische Theologie an der Gesamthochschule Duisburg. Als Gründungsrektor hat er zudem in den Jahren 1979 bis 1986 die Entwicklung der Duisburger Gesamthochschule, der späteren Universität Duisburg, entscheidend geprägt. Zuvor war er als Gemeindepfarrer in Idar-Oberstein (1956–1961), als Reichswart der Schülerbibelkreise der Evangelischen Jugend Deutschlands im Dienste der Evangelischen Kirche im Rheinland (EKiR) mit Standort Wuppertal (1961–1967) und als theologischer Leiter des Jugendzentrums Höchst/Odw. der Evangelischen Kirche in Hessen und Nassau (1967–1970) tätig gewesen.
Das Leben von Adam Weyer war entscheidend von den Erfahrungen des Nationalsozialismus geprägt. Als 15-jähriger Schüler wurde er Luftwaffenhelfer, zunächst fast zwölf Monate in der Nähe seines Heimatortes Mülheim/Ruhr, bevor er dann an verschiedenen Stationen im sogenannten Protektorat Böhmen und Mähren, in Kiel und in Dänemark im Fronteinsatz war. Nach Kriegsgefangenschaft und Notabitur (1947) folgte das Theologiestudium in Kiel und Münster (1949–1953) sowie das Vikariat in Mettmann und Oberhausen (1953–1954). Adam Weyer hatte eine pazifistische Haltung, die sich in seinem Engagement gegen die Wiederbewaffnung in den 1950er Jahren, aber auch in seiner aktiven Rolle in der Friedensbewegung der 1980er Jahre niederschlug. Immer wieder verknüpfte er gesellschaftliches Engagement und theologisches Denken.
1955 heiratete er Gerda Freudenberg (1929–2023). Aus dieser Ehe gingen die drei Söhne Johannes (* 1956), Christian (* 1959) und Martin (* 1962) hervor.
Seine Tätigkeit als Reichswart der Evangelischen Jugend in den 1960er Jahren bedeutete für ihn nicht nur die Durchführung von Schülerfreizeiten für die EKiR, sondern auch die Kontaktpflege mit der evangelischen Kirche in der DDR. Unter oftmals schwierigen Bedingungen reiste er zu Partnergemeinden in Ostdeutschland.
In den späten 1960er Jahren kam er dann als Leiter eines kirchlichen Tagungszentrums südlich von Frankfurt in Kontakt mit der Studentenbewegung.
Adam Weyer war aktives und engagiertes Mitglied des „Klüngels“ der rheinischen Kirche. Mit dem langjährigen Oberkirchenrat Johannes Schlingensiepen war er eng befreundet. Während seiner Wuppertaler Zeit hatte er zudem den Geschäftsführer des (kirchlichen) Jugenddienst-Verlags, Johannes Rau, kennengelernt, den späteren Wissenschaftsminister und Ministerpräsidenten Nordrhein-Westfalens und Bundespräsidenten, mit dem ihn eine lebenslange Freundschaft verband.
Adam Weyer war begeisterter Kartenspieler (Skat, Doppelkopf, Patience etc.), er liebte Pferderennen und -wetten, und er hatte jahrelang eine Dauerkarte beim Bundesligaclub MSV Duisburg.
Adam Weyer starb 1995 an den Folgen einer Krebserkrankung.

## Akademischer Werdegang
Der akademische Werdegang beginnt 1970 mit der Promotion bei Gerhard Wendland in Münster. Das Thema der Doktorarbeit Kirche im Arbeiterviertel verweist auf Adam Weyers Interesse an einem Thema, das in der Theologie nur einen geringen Stellenwert hatte und das ihn zeit seines Lebens beschäftigte, nämlich die Rolle der Kirche im Kampf der Unterprivilegierten, sei es in der Dritten Welt, z. B. in Nicaragua, sei es in den Industrievierteln des Ruhrgebiets, aber auch der SBZ/DDR.
Mit der Berufung zum Professor für evangelische Theologie und ihre Didaktik an der Pädagogischen Hochschule Ruhr, Abteilung Duisburg, im Jahr 1970 fächerte sich das Spektrum der Themen auf: Von kirchengeschichtlichen Themen über Fragen der christlich-jüdischen Zusammenarbeit, die insbesondere sein Kollege und Mentor Heinz Kremers mit Nachdruck verfolgte, bis hin zu wirtschaftsethischen Fragen. Immer stärker wurde die Frage der Gerechtigkeit zum Leitmotiv der Forschungsarbeiten Adam Weyers, die immer wieder zu den frühen Wurzeln zurückkehrten, die in der Promotion von 1970 angelegt worden waren.

## Mitgliedschaften
- Gründungsmitglied des Rhein-Ruhr-Institut für Sozialforschung und Politikberatung (RISP) an der Universität Duisburg, gegr. 1980[12]

## Werke
- (Hg.) Reden an die Deutsche Jugend im 20. Jahrhundert. Jugenddienst-Verlag, Wuppertal 1966.
- Kirche im Arbeiterviertel. Gütersloher Verlagshaus Gerd Mohn, Gütersloh 1971.
- mit Heinz Kremers: Arbeitsbuch Religion. Teil 9/10 für die evangelische Religionslehre im 9. und 10. Schuljahr. Bagel, Düsseldorf 1974.
- Die Kirche und die soziale Frage im 19. Jahrhundert. Vandenhoeck und Ruprecht, Göttingen 1976.
- (Hg.) Almanach 10 für Literatur und Theologie, Thema Zärtlichkeit. Peter Hammer Verlag, Wuppertal 1977.
- (Hg. mit Robert Jungk) Die Grenzen der Resignation. Ein Versuch der Ermutigung und der Kritik (Reihe friedenspolitische Konsequenzen, Band 6). Peter Hammer Verlag, Wuppertal 1977.
- Frühe Denker der Christenheit. Mohn, Gütersloh 1979.
- Subjektivität und Gesellschaft. Brennpunkte protestantischer Theologie. Kaiser, München 1980.
- Sei Stimm und Saite ihm geweiht: Matthias Jorissen, Psalmendichter, Theologe, Prediger. Neukirchener Verlag, Neukirchen-Vluyn 1989.
- mit Dieter Bach und Edna Brocke: Leben mit/ohne/gegen Juden nach 1945 in Europa: Tagung in Zusammenarbeit mit Alte Synagoge Essen und Forschungsschwerpunkt zur Geschichte und Religion des Judentums. Evangelische Akademie Mülheim/Ruhr, Mülheim 1990.
- (Hg. mit Thomas Kremers-Sper): Heinz Kremers. Liebe und Gerechtigkeit. Gesammelte Beiträge. Neukirchener Verlag, Neukirchen-Vluyn 1990.
- mit Stephan Wippermann-Lins: Kirche im Industriegebiet. Am Beispiel des westlichen Ruhrgebietes. Gilles & Francke, Duisburg 1990.
- In der Welt leben: Eine Theologische Ethik. Gilles & Francke, Duisburg 1994.
- (Hg. mit Stephan Wippermann und Monika Lins): „Ordentlich und fleißig arbeiten!“ Die evangelischen Kirchen und die Arbeitswelt der SBZ/DDR. Gilles & Francke, Duisburg 1994.